# 赵家林
赵家林（1975年5月20日—），吉林省长春市人。中国大陆男演员，前职业足球运动员。

## 球员生涯
赵家林是八一体工大队足球队培养出的球员，司职后卫。1993年开始升入一线队，从进入成年队到八一队解散为止赵家林一直在队中效力，目睹了这支特殊体制下俱乐部的起起伏伏。2003八一队解散后赵家林被家乡球队长春亚泰签下，2006年31岁的赵家林首次入选国足。2007年赵家林还成为了长春亚泰的球队队长，1月17日替补登场的赵家林个人第一次代表国足上阵，最终以0比4惨败给德甲球队门兴格拉德巴赫，这也是其唯一一次为国上阵。在这年4月17日做客青岛中能的比赛中首发14分钟后就被主教练高洪波换下而被猜测为涉嫌打假球，之后便同俱乐部解约。

## 演员生涯
早在2002年，赵家林就在影视作品里担任过小角色，从小演戏的他称：“我从小就喜欢演戏，非常非常着迷，做一名演员一直是我的梦想。”到2007年离开绿茵场后他到北京北影影视学院表演系学习表演，在退役后一年他已经接拍了13部电视剧。
2011年年末随着电视剧《步步惊心》的热播，在剧中饰演隆科多的赵家林名声大噪。

## 演出作品

### 電視劇
| 年份   | 劇名                  | 角色                 |
| ------ | --------------------- | -------------------- |
| 2002年 | 新幸福街              | 君未文               |
| 2007年 | 二哥                  | 記者                 |
| 2007年 | 中國往事              | 牢頭                 |
| 2007年 | 麻辣婆媳II            | 足球俱樂部           |
| 2007年 | 壯士出征              | 沈壽昌               |
| 2007年 | 我愛你.奧運之一雙拖鞋 | 足球明星             |
| 2008年 | 茶館                  | 梁工程師             |
| 2008年 | 案發現場III           | 劉冬建               |
| 2009年 | 大愛可贊              | 張功                 |
| 2010年 | 你是我兄弟            | 胡總                 |
| 2011年 | 步步驚心              | 隆科多               |
| 2011年 | 黑狐                  | 坂田之助             |
| 2012年 | 靂劍                  | 佐佐木               |
| 2013年 | 風影                  | 杜南                 |
| 2013年 | 霧影諜淵              | 穆局長               |
| 2013年 | 蒼狼                  | 鬼冢大輔、鬼冢次郎坊 |
| 2014年 | 新雪豹                | 湯炳全               |
| 2014年 | 光影                  | 戴遠                 |
| 2014年 | 中國刑警803           | 唐力行               |